# Kanton Chaumont-Sud
Der Kanton Chaumont-Sud war von 1973 bis 2015 ein französischer Wahlkreis im Arrondissement Chaumont, im Département Haute-Marne und in der Region Champagne-Ardenne; sein Hauptort war Chaumont. Vertreter im Generalrat des Départements war zuletzt von 2001 bis 2015 Paul Flamérion.

## Gemeinden
Der Kanton bestand aus sieben Gemeinden und einem Teil der Stadt Chaumont (angegeben ist hier die Gesamteinwohnerzahl).
| Gemeinde              | Einwohner Jahr | Fläche km² | Bevölkerungsdichte | Code INSEE | Postleitzahl |
| --------------------- | -------------- | ---------- | ------------------ | ---------- | ------------ |
| Buxières-lès-Villiers | 202 (2013)     | –          | – Einw./km²        | 52087      | 52000        |
| Chaumont              | 22.560 (2013)  | –          | – Einw./km²        | 52121      | 52000        |
| Foulain               | 712 (2013)     | –          | – Einw./km²        | 52205      | 52800        |
| Luzy-sur-Marne        | 260 (2013)     | –          | – Einw./km²        | 52297      | 52000        |
| Neuilly-sur-Suize     | 317 (2013)     | –          | – Einw./km²        | 52349      | 52000        |
| Semoutiers-Montsaon   | 855 (2013)     | –          | – Einw./km²        | 52469      | 52000        |
| Verbiesles            | 306 (2013)     | –          | – Einw./km²        | 52514      | 52000        |
| Villiers-le-Sec       | 716 (2013)     | –          | – Einw./km²        | 52535      | 52000        |